# Johannes Rudolf von Wagner
Johannes Rudolf von Wagner, född 13 februari 1822 i Leipzig, död 4 oktober 1880 i Würzburg, var en tysk kemist.
Wagner var först farmaceut och studerade sedan kemi i Paris samt blev 1851 professor vid Nürnbergs tekniska läroverk och 1856 professor i agrikulturkemi och teknologi i Würzburg. Han inlade stor förtjänst om den kemiska teknologin, i synnerhet genom Handbuch der chemischen Technologie (1850, 12:e upplagan 1886, 15:e upplagan, bearbetad av Ferdinand Fischer, 1900-02; översatt till de flesta europeiska språk; på svenska "Kemisk teknologi", 1-5, 1863-68). Därjämte utgav Wagner årligen från 1855 "Jahresbericht über die Leistungen der chemischen Technologie" (efter 1880 fortsatt av Ferdinand Fischer).